# Deltadromeus
Deltadromeus („Běžec od delty“) byl rod velkého až obřího masožravého dinosaura (teropoda). Byl pravděpodobně zástupcem čeledi Neovenatoridae a žil v období rané svrchní křídy (geologický stupeň cenoman, asi před 95 miliony let) na území současné severní Afriky.

## Rozměry

Deltadromeus - velikostní srovnání menšího exempláře s člověkem.

Podle propočtů mohl tento teropod dosahovat délky asi 11 až 12,2 metru, což je zhruba délka největšího známého exempláře argentinského karcharodontosaurida giganotosaura (13,2 až 13,7 m). Byl však poměrně lehce stavěný, takže hmotnostní odhady se pohybují jen kolem 2 až 3,5 tuny. Na svoji velikost měl tento obří dravec neobvykle štíhlé zadní končetiny, což nasvědčuje schopnosti rychlého běhu. Stehenní kost největšího známého exempláře měří na délku 122 cm, u holotypu však činí pouze 74 cm (což odpovídá celkové délce asi 8 metrů).
Stejným dinosaurem mohl být ve skutečnosti Bahariasaurus ingens, formálně popsaný v roce 1934.

## Paleoekologie
Tento velký neovenatorid obýval severní Afriku v období počátku pozdní křídy před přibližně 95 miliony let. Žil ve stejném prostředí jako další obří teropod Carcharodontosaurus, obýval tedy bujné říční delty a záplavové nížiny na severu tehdejší Afriky.